# Moluckmonark
För Carterornis pileatus, se vithalsad monark.
Moluckmonark (Myiagra galeata) är en fågel i familjen monarker inom ordningen tättingar.

## Utseende och läte
Hane molukcmonark är en svartvit tätting med enfärgat blåsvart ovansida och lysande vit undersida. Honan och ungfågeln är grå ovan med persikofärgad anstrykning på strupe och bröst. Hanen skiljer sig från hona glansmonark genom enfärgat mörk rygg, medan vit strupe särskiljer den från boanomonark och burumonark. Sången är ett ringande "wit-wit-wit-wit" med jämn tonhöjd och lätet är ett raspigt och metalliskt "wheer".

## Utbredning och systematik
Moluckmonark delas in i fyra underarter:
- M. g. galeata – förekommer i norra Moluckerna (Obi, Bacan, Ternate, Halmahera, Bisa, Morotai)
- M. g. buruensis – förekommer på Buru (södra Moluckerna)
- M. g. seranensis – förekommer i södra Moluckerna (Seram, Ambon och Boano)
- M. g. goramensis – förekommer på Seram Laut och Kaiöarna (Kai Cecil)

Underarten seranensis inkluderas ofta i goramensis.

## Levnadssätt
Moluckmonarken hittas i låglänta områden och förberg, i olika typer av miljöer med träd, som mangroveskogar, plantage och skogsbryn. Den ses vanligen i par från  undervegetationen upp till strax under trädkronorna.

## Status och hot
Arten har ett stort utbredningsområde, men tros minska i antal, dock inte tillräckligt kraftigt för att den ska betraktas som hotad. Internationella naturvårdsunionen IUCN listar arten som livskraftig (LC).